# Meshtastic
Meshtastic és un protocol LoRa de xarxa en malla sense fils descentralitzada i aïllada. El principal objectiu del projecte és permetre una comunicació que consumeixi poca energia i abasteixi un rang gran mitjançant bandes de ràdio lliures de llicència. El disseny està centrat en l'intercanvi de missatges de text i dades en entorns aïllats, amb potencial per aplicacions de l'internet de les coses on es necessita un sistema descentralitzat sense una infraestructura existent.
Meshtastic utilitza LoRa d'igual a igual (P2P), un protocol de ràdio de llarg abast, per tal de formar una xarxa extensa on retransmetre missatges per estendre l'abast de la comunicació a distàncies més grans. Cada un dels dispositius a més, es pot connectar a un telèfon mòbil, cosa que permet la comunicació amb missatges en àrees aïllades com poden ser les zones rurals, fent el sistema útil tant com per enviar missatges com per transmetre dades.

## Maquinari
Meshtastic funciona amb plaques de desenvolupament, com poden ser ESP32 o nRF52840, que admeten comunicació LoRa i Bluetooth LE, juntament amb receptors GNSS per localització. Aquests dispositius permeten la connexió amb apps mòbils mitjançant Bluetooth o Wi-Fi, fent possible comunicació de llarg abast mitjançant xarxes de malla usant transceptors LoRa. Aquesta configuració és ideal per solucions on es necessiten comunicadors que no depenguin d'una infraestructura convencional.
També es venen solucions comercials com taulells de desenvolupament i kits preparats per funcionar.